# Emilio Ambasz
Emilio Ambasz (Resistencia, 13 giugno 1943) è un architetto e designer argentino.
Dal 1969 al 1976 è stato curatore nel dipartimento d’architettura del Museum of Modern Art, a New York. Ambasz è un precursore dell'architettura "verde".

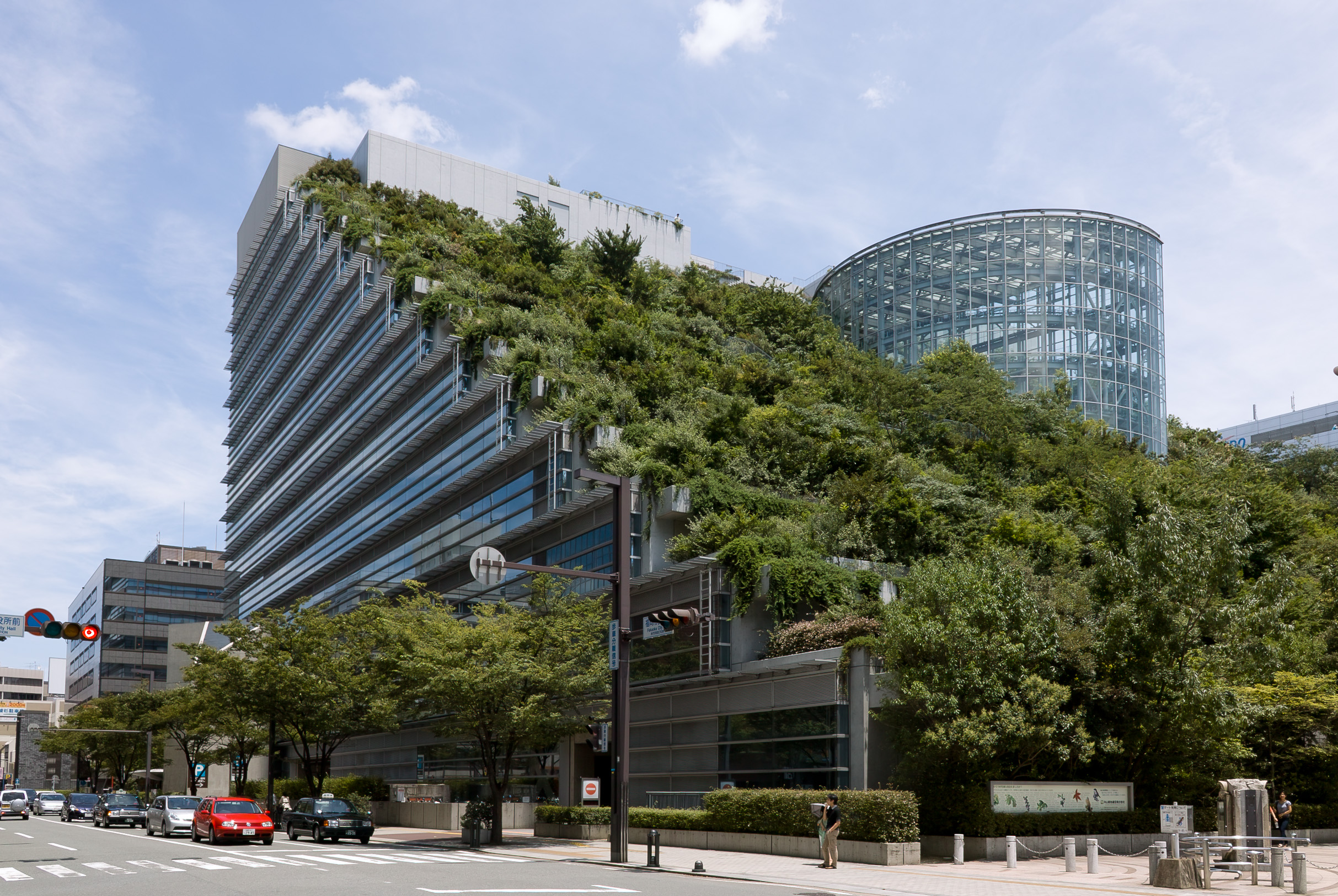
Edificio ACROS Fukuoka, progettato da Ambasz

## Biografia
Lo stile distintivo di Ambasz è una combinazione di edifici coperti di giardini, che descrive come "il verde sul grigio". Ha contrastato le tendenze degli anni '70, coprendo sua architettura con piante. Il premio Emilio Ambasz per l'architettura verde viene assegnato ogni anno dalla rivista Architecture Quarterly.
Nato in Argentina (13 giugno 1943, Resistencia, Chaco), Ambasz è anche un cittadino spagnolo per Concessione Reale.  Ha studiato alla Princeton University dove ha completato i 4 anni del corso di laurea in un anno e ha conseguito, l'anno successivo, un master in Architettura presso la stessa istituzione. Ha lavorato come Curatore al Museum of Modern Art di New York (1969-76), dove ha diretto e installato numerose mostre sull'architettura e sul design industriale, tra cui Italy: The New Domestic Landscape, nel 1972; The Architecture of Luis Barragan, nel 1974; e The Taxi Project, nel 1976.

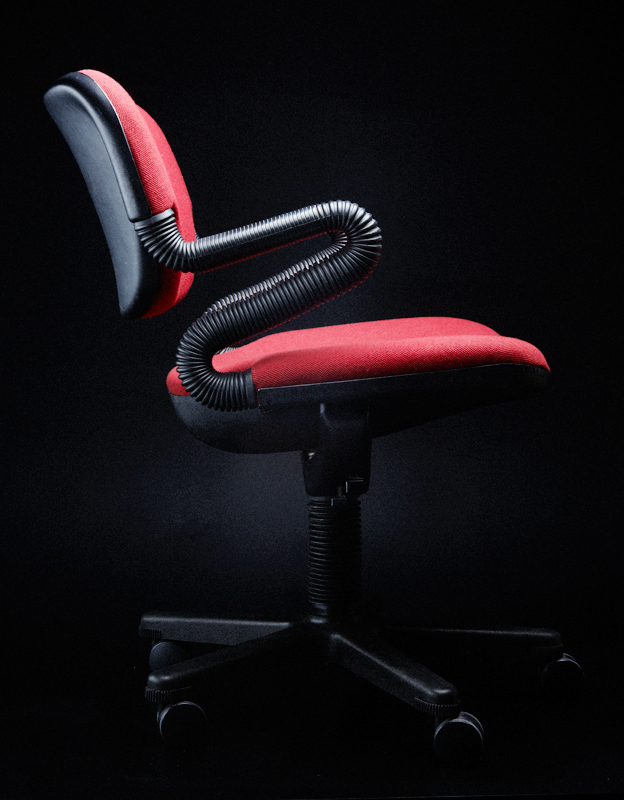

Ambasz fu presidente per due periodi della Lega dell'Architettura (1981-85). Ha insegnato alla School of Architecture della Princeton University come Philip Freneau Preceptor of Architecture ed è stato visiting professor presso la Hochschule für Gestaltung di Ulm, in Germania.
Tra i suoi progetti di architettura figurano il Grand Rapids Art Museum in Michigan, vincitore del 1976 Progressive Architecture Award; una casa per una coppia a Seviglia, in Spagna, vincitrice del Progressive Architecture Award del 1980; e il Conservatorio del Centro botanico di San Antonio in Texas, vincitore del 1985 Progressive Architecture Award, del 1988 National Glass Association Award per l'eccellenza nel design commerciale e del 1990 Quaternario Award.
Ha anche vinto il Primo Premio Ex Aequo e la Medaglia d'Oro nella competizione per progettare il Master Plan per l'Esposizione Universale del 1992, che si è tenuto a Siviglia, in Spagna, per celebrare il 500 ° anniversario della scoperta americana. Il quartier generale progettato per la Financial Guaranty Insurance Company di New York ha vinto il Grand Prize del 1987 International Interior Design Award del Regno Unito, nonché il 1986 IDEA Award dalla Industrial Designers Society of America.
Ha vinto il primo premio nel concorso 1986 per il piano urbano per la torre Eschenheimer a Francoforte, in Germania. La sua Banque Bruxelles Lambert a Losanna, in Svizzera, ha ricevuto il 1983 Annual Interiors Award. Ambasz rappresentava gli Stati Uniti alla Biennale di Venezia del 1976. Dal 1980 Ambasz è stato Chief Design Consultant per Cummins Engine Co.
Ha conseguito numerosi brevetti di progettazione industriale e meccanica, e la sedia Vertebra, disegnata insieme a Giancarlo Piretti, è inclusa nelle Collezioni di design del Museum of Modern Art ] e il Metropolitan Museum of Arte, New York. Il MOMA ha anche incluso nella sua collezione di design il suo poster in 3D 3-D Geigy Graphics e la sua torcia.
Ambasz è autore di numerosi libri sull'architettura e sul design, tra cui Natural Architecture, Artificial Design, pubblicato per la prima volta da Electa nel 2001 e ripubblicato quattro volte in versione ampliata. "Detesto scrivere teorie, preferisco scrivere favole", ha detto nel 2017.  La rivista Domus ha pubblicato alcune di queste favole, inclusa questa:
Nell'inverno del 2011-12 il lavoro di architettura, industriale e grafico di Ambasz è stato esposto al Museo Nacional Centro de Arte Reina Sofía di Madrid, in un'ampia retrospettiva delle sue opere complete. Nell'autunno del 2017, Lars Mueller Publisher ha pubblicato una versione molto migliorata in inglese (Emerging Nature, Emilio Ambasz: Precursor) del libro pubblicato in occasione di quella mostra.
L'American Institute of Architects gli ha concesso nel maggio 2007 la Honorary Fellowship come riconoscimento per suoi prestigiosi contributi alla professione. È anche International Honorary Fellow dell’Institute of British Architects. È l'unico recipiente della Medal of Science 2014 dell'Istituto di Studi Avanzati dell'Università di Bologna e il primo destinatario del Terra Madre Award.

## Mostre che ha Curato
- Alla Princeton University, ha curato la mostra Designing Programs / Programming Designs: An Exhibition of Karl Gerstner

Ha curato presso il Museum of Modern Art mostre come: 
- 1969 Parigi: maggio 1968: Manifesti della Rivolta Studentesca
- 1970 Eugene Henard: A Visionary Urbanist
- 1972 Italia: il nuovo paesaggio domestico: risultati e problemi del design italiano
- 1973 A Classic Car: Cisitalia G1 1946
- 1974 L'architettura di Luis Barragan
- 1976 The Taxi Project: soluzioni realistiche per oggi

## Mostre di sue opere
- 1983 Emilio Ambasz: 10 anni di architettura, grafica e design industriale, una mostra itinerante presentata a Milano, Madrid e Zurigo
- 1985 Emilio Ambasz, The Axis Design and Architecture Gallery, Tokyo
- 1986 Emilio Ambasz, Istituto di Arte Contemporanea di Ginevra a Halle Sud, Svizzera
- 1987 Emilio Ambasz, Arc-en-Ciel Gallery al Centre of Contemporary Art, Bordeaux, Francia
- 1989 Emilio Ambasz: Architecture, one-man show al Museum of Modem Art di New York
- 1989 Emilio Ambasz: Architettura, Mostre, Industrial e Graphic Design, una mostra personale itinerante presentata al Museo di Arte Contemporanea di San Diego, al Musée des Arts Décoratifs di Montreal, all'Akron Art Museum in Ohio, all'Art Institute di Chicago in Illinois e al Laumeier Sculpture Park in SI. Louis
- 1993 Emilio Ambasz, mostra personale, Tokyo Station Contemporary Center, Giappone
- 1994 Emilio Ambasz, Architecture and Design, mostra personale al Centro Cultural Arte Contemporáneo di Città del Messico.
- 2009 In Situ: Architecture and Landscape, una mostra collettiva al Museum of Modern Art di New York
- 2010 Green over Grey, mostra personale al Grimaldi Forum, Monaco
- 2011-2012 Emilio Ambasz: Invenzioni - Architettura e design; una grande retrospettiva completa, presso il Centro Nacional de Arte Contemporáneo Reina Sofia, Madrid, Spagna

## Pubblicazioni di Ambasz
- 1972 Emilio Ambasz: Italia: il nuovo paesaggio domestico: risultati e problemi del design italiano. New York: il Museo di Arte Moderna.
- 1976 Ambasz, Emilio, ed .: The Taxi Project: Realistic Solutions for Today. New York: il Museo di Arte Moderna.
- 1976 Ambasz, Emilio: L’architettura di Luis Barragàn. Il Museum of Modern Art, New York Pubblicazioni su Ambasz
- 1989 Emilio Ambasz: La poetica del pragmatico: architettura, esposizione, design industriale e grafico. New York: Rizzoli International Publications.
- 1993 Emilio Ambasz: Inventions: The Reality of the ldeal. New York: Rizzoli International Publications.
- 1999 Architettura e Natura: Emilio Ambasz - Progetti & Oggetti. Milano: Electa.
- 2001 Emilio Ambasz: architettura naturale, design artificiale. Milano: Electa.
- 2004 Emilio Ambasz: A Technological Arcadia, di Fulvio Irace con un post-faccio di Paolo Portoghesi,  Milano. Skira
- 2005 Emilio Ambasz: Casa de Retiro Espiritual. Electa Mondadori
- 2016 Emilio Ambasz: Architecture & Nature / Design & Artifice. Milano: Electa Mondadori
- 2017 Emerging Nature - Emilio Ambasz: Precursore di architettura e design, Lars Muller Publishers, Zurigo, Svizzera.

## Premi e riconoscimenti architettonici
- 1976 Progressive Architecture Award per il Grand Rapids Art Museum, Michigan
- 1980 Progressive Architecture Award per La Casa de Retiro Spiritual, a nord di Siviglia, in Spagna
- 1983 Annual Interiors Award per l'interno di Banque Bruxelles Lambert, Losanna, Svizzera
- 1985 Progressive Architecture Award per il Conservatorio presso il San Antonio Botanical Center, in Texas
- 1986 Primo premio e medaglia d'oro nella competizione per invito per l'Esposizione Universale del 1992, Siviglia, Spagna, oltre a uno speciale premio per progetti architettonici per l'Esposizione Universale del 1992, Siviglia, Spagna
- 1986 Primo premio al concorso per Urban Pian per la torre di Eschenheim, Francoforte, Germania
- 1987 Grand Prix dell'International Interior Design Award per la sede della Financial Guaranty Insurance Company, New York
- 1988 National Glass Association Award per l'eccellenza nella progettazione per il Conservatorio presso il San Antonio Botanical Center, in Texas
- 1990 Quaternario Award per il Conservatorio presso il San Antonio Botanical Center, in Texas
- 2000 Premio speciale del Ministero giapponese dei lavori pubblici per il Mycal Cultural Center a Shin-Sanda, in Giappone
- 2000 Saflex Design Award per il Mycal Cultural Center a Shin-Sanda, in Giappone
- 2000 Architectural Grand Award dall'Istituto Americano di Architetti cum Business Week Magazine per Fukuoka Prefectural e International Hall, Giappone
- 2001 Primo premio dell'Istituto giapponese di architettura per Fukuoka Prefectural e International Hall, Giappone
- 2002 American Architectural Award per Monument Towers, Phoenix, Arizona,
- 2007 Medalla Manuel Tolsà di La Universidad Nacional Autónoma de México, Messico
- 2010 Honorary Fellowship presso l'American Institute of Architects
- 2014 Commendatore d'Italia 2013, Stella d'Oro, del governo italiano
- 2014 Medaglia ISA 2014 per la Scienza dell'Istituto di Studi Avanzati dell'Università di Bologna
- 2015 Honorary International Fellow al Royal Institute of British Architects

## Premi e riconoscimenti di Design
- 1977 GoId Prize della IBD (USA) per il Vertebra Seating System
- 1979 Premio SMAU (Italia) per il sistema Vertebra Seating
- 1980 Design Excellence Award della Industrial Designers Society of America (IDSA) per la gamma di faretti Logotec Oseris
- 1981 Compasso d’Oro (Italia) per Vertebra, sistema di poltrone d’ufficio
- 1983 Design Excelence Award per Oseris: un sistema di fari
- 1984 Premio speciale della giuria alla decima Biennale di disegno industriale, Lubiana
- 1985 Premio annuale del 1985 dalla Design Society of America (IDSA) Industria! Design Society of America (IDSA) per revisione del design di Cummins N14 Engine
- 1986 Design Excellence Award di iDSA per il design del filtro dell'aria Escargot per Fleetguard Incorporated
- 1986 IDEA Award dell'IDSA per la sede della Financial Guaranty Insurance Company di New York, New York
- 1987 Nominato per il Premio Progetti Architettonici all'American Institute of Architects per lo Showroom Mercedes Benz
- 1987 Design Excellence Award di iDSA per il design del sistema di illuminazione modulare for Saturno
- 1988 Nominato per il Compasso d'Oro (Italia) e IDSA per Flashlight
- Premio per l'eccellenza industriale 1988 dell'IDSA
- 1989 Designer's Choice Award per il set di acquarelli AquaColor
- 1991 Compasso d'Oro (Italia) per la progettazione di sedute Qualis
- 1992 Premio IDSA per fazzoletto da taschino (TV Pieghevole), spazzolini da denti Sunstar e soft notebook
- 1997 Vitruvio Award del Museo Nacional de Bellas Artes, Buenos Aires
- 1999 Award for Design Excellence della IDSA cum Business Week Magazine per Cummins Signature 600 Engine
- 2000 Gold Award for Design Excellence della IDSA cum Business Week Magazine, per Saturno, un sistema di illuminazione stradale
- 2001 Compasso d'Oro (Italia), per Saturno
- 2003 Gold Award in iF Design Award dall'International Forum for Design (Colonia), per il design della sedia Stacker
- 2014 Medal of Science presso l'Institute for Advanced Studies, Università di Bologna, Italia